# Evert Veerman
Evert Veerman (Edam, 22 augustus 1949) is een Nederlands zanger, gitarist, toetsenist en wereldreiziger. Hij is vooral bekend vanwege zijn gitaarspel en speelde in de formaties Alles, Left Side, Jen Rog, The Cats, Canyon en Specs Hildebrand. Met verschillende van deze bands nam hij platen op. Samen met Piet Veerman componeerde hij gitaarsolo's onder enkele nummers van The Cats en verder speelde hij mee op diens eerste soloalbum.

## Biografie
Evert Veerman is een achterneef van Piet en werd in Edam geboren. Hij is niettemin van Volendamse komaf en groeide vanaf 1951 ook op in Volendam. Daar draagt hij de bijnaam Jash, ook wel Jassie, wat een verwijzing is naar de voetbalkeeper Lev Jasjin. Muziek speelde een belangrijke rol in het gezin, zijn vader was drummer en zijn broer speelde mondharmonica. Toen hij zijn vader gitaar zag spelen en dacht dat hij het beter kon, besloot hij dat te leren. De basisbeginselen werden hem bijgebracht door Evert Veerman (Corn) van The Skyriders.
Muziekinstrumenten waren in die tijd schaars en hij wist een twaalfsnarige gitaar op afbetaling te bemachtigen die naar de winkel teruggebracht was door Harmen Veerman (Poes, geen familie). In 1964 kreeg hij een elektrische gitaar van zijn ouders die van Jaap Schilder (De Koster, van The Cats) was geweest. Solo's leerde hij van buiten door op aan de hand van schaarse singles van onder meer The Beatles eindeloos te oefenen, tot hij de systemen ontdekte die die artiesten onder hun nummers hadden gelegd.
In 1967 trad hij aan als sologitarist voor Alles, een band die in die tijd nog geen naam droeg. Boekingen werden geregeld door Jan en Jaap Buijs en de laatste zorgde ervoor dat Peter Koelewijn werd aangetrokken als manager. De band bracht in 1969 een single uit, de cover Murdock 9-6182, die op plaats 28 van de Top 40 belandde. Hierna hield de band op te bestaan. In deze periode ging hij liftend met Cor Kemper (De Borre) naar Spanje, waar ze in bars optraden voor wat geld en twee flessen wijn per keer.
In 1970 werd Veerman gevraagd voor de band Left Side van Harmen Veerman. Na twee jaar verliet hij de band weer om te gaan reizen; hij werd opgevolgd door Evert-Jan Reilingh. In 1972 - midden in de hippietijd - vertrok hij met twee anderen in een volkswagenbusje naar India. Toen hij een jaar later enkele maanden terug was, vertrok hij voor een volgende reis naar Scandinavië met een kort bezoek tussendoor aan Sint-Petersburg.
Hij was verschillende malen nauw betrokken bij The Cats. Zo componeerde hij in 1970 samen met Piet Veerman het kenmerkende gitaarloopje van het nummer Where have I been wrong, dat een nummer 1-hit werd en alleen al in Nederland 121.000 maal werd verkocht. Ook was hij bij de compositie van ander gitaarspel van zijn achterneef betrokken, waaronder van Maribaja. In 1975 speelde hij als enige Volendammer mee op Piets eerste soloalbum Rollin' on a river, namelijk in het nummer Please come to Boston. Op een gegeven moment werd hij door manager Jan Buijs aangetrokken als sologitarist van The Cats, waarvoor hij bleef spelen tot ze in 1979 uit elkaar gingen. Na de comeback van The Cats speelde hij nogmaals mee tijdens de tournees van 1984 en 1985.
Verder speelde hij voor de Volendamse band Jen Rog, een band met voornamelijk covermuziek die tussen 1972 en 2006 landelijk optrad. De band bracht ook enkele singles met eigen werk uit waaraan ook Evert Veerman meeschreef, waaronder Weilla Wailla (uit 1973) en Sunday Morning (1974).
Ondertussen had hij bijbaantjes en werkte hij in zijn vrije uren aan de bouw van een boot. In 1985 verliet hij de muziekwereld, zegde hij overig werk op en verkocht hij zijn huis, om vervolgens met zijn vrouw en vijfjarige zoon gedurende twee jaar een lange zeilreis te maken. Ze deden onder meer Barbados aan, voeren door het Panamakanaal, en reisden drie maanden met een camper door de VS. In 1987 keerden ze terug naar Nederland.
Hij nam zich voor niet meer in de muziek te werken, maar vond geen regulier werk. Vervolgens ging hij op het aanbod in om als toetsenist en gitarist voor Canyon te spelen. Hij bleef bij Canyon tot 1994, waarna hij zich opnieuw voornam met de muziek te stoppen.
In 1994 wilde hij echter Theo van Scherpenseel uit de nood helpen door hem tijdelijk bij te staan in diens band Specs & The Living Room Band. Uiteindelijk zou het de band worden waar hij het langste aanbleef. Uiteindelijk verliet hij deze band in maart 2006 met het plan om zich opnieuw met reizen bezig te houden.